# Xian de Heshui
Le xian de Heshui (合水县 ; pinyin : Héshuǐ Xiàn) est un district administratif de la province du Gansu en Chine. Il est placé sous la juridiction de la ville-préfecture de Qingyang.

## Démographie
La population du district était de 163 424 habitants en 1999.